# 天主教费拉拉-科马基奥总教区
天主教费拉拉-科马基奥总教区是罗马天主教在意大利北部设立的一个总教区。1986年由费拉拉总教区和科马基奥教区合并成立。费拉拉教区在1755年升格为总教区，但没有附属教区，长期直属教廷。现在是天主教博洛尼亚总教区的附属教区。